# Палеа-Камени
Палеа́-Каме́ни (греч. Παλαιά Καμένη) — необитаемый вулканический остров в Греции, в Эгейском море. Вместе с островами Тира, Тирасия, Неа-Камени и Аспрониси образует группу вулканических островов под общим названием Тира (Санторин), которая является остатками разрушенного в XV веке до н. э. катастрофическим извержением вулкана Санторин. Административно относится к сообществу Тира в общине (диме) Тира в периферийной единице Тира в периферии Южные Эгейские острова.
Плиний Старший упоминает возникновение острова Тия (Thia) в 46—47 годах в результате подводного извержения вулкана Санторин. Тия отождествляется с островом Палеа-Камени. В 726 году произошло извержение на северо-востоке острова Тия, и остров изменил размеры и очертания. Сейчас на острове имеется церковь Айос-Николаос (Св. Николая) и горячие источники, к которым организуются морские экскурсии с острова Тиры.
Гора Профитис-Илиас на Тире, а также острова Палеа-Камени и Неа-Камени входят в европейскую сеть природоохранных территорий «Натура 2000».